# Unde este dragostea?
Country Strong (titlu original Love Don’t Let Me Down) este un film jucat de Gwyneth Paltrow, Tim McGraw, Garrett Hedlund, și Leighton Meester.

## Poveste
Kelly Canter este o interpretă de muzică country talentată, a cărei carieră de succes a intrat pe o pantă descendentă după ce vedeta a căzut pradă demonilor alcoolului, a fost arestată și internată într-o clinică de reabilitare. După ce este externată de către soțul și managerul ei pe nume Ed, Kelly Canter îl cunoaște pe tânărul cântăreț și compozitor Beau Williams, care este în plină ascensiune profesională și care îi propune femeii să se implice într-un proiect muzical împreună cu el, pornind într-un turneu de proporții prin țară de pe urma căruia amândoi au de câștigat: ea își poate relansa cariera și poate reveni în vârful piramidei, iar el poate confirma valoarea creațiilor lui și poate deveni un star al industriei muzicale.
Situația se complică atunci când grupului lor restrans i se alătură frumoasa Chiles Stanton, o fostă regină a frumuseții care aspiră la celebritate și care vrea să îi fure gloria lui Kelly. Instabilă emoțional, încă tentată de sticlele de băutură și nevoită să facă față concurenței acerbe pe care o reprezintă Chiles Stanton, Kelly Canter trebuie să se mobilizeze exemplar dacă dorește să își salveze căsnicia și să își recâștige popularitatea și faima de care s-a bucurat în trecut.
1. ↑   http://www.allocine.fr/film/fichefilm_gen_cfilm=183108.html, accesat în 8 aprilie 2016 Lipsește sau este vid: |title= (ajutor)
2. ↑   http://www.metacritic.com/movie/country-strong, accesat în 8 aprilie 2016 Lipsește sau este vid: |title= (ajutor)
3. ↑   http://www.imdb.com/title/tt1555064/, accesat în 8 aprilie 2016 Lipsește sau este vid: |title= (ajutor)